# Eutelia excitans
Eutelia excitans är en fjärilsart som beskrevs av Butler 1886. Eutelia excitans ingår i släktet Eutelia och familjen nattflyn. Inga underarter finns listade i Catalogue of Life.